# 달세계 여행
《달세계 여행》(프랑스어: Le Voyage dans la lune, 영어: A Trip to the Moon)은 쥘 베른의 소설 《지구에서 달까지》를 각색해서 만든, 조르주 멜리에스 감독의 1902년작 흑백 무성 영화이다. 초당 16프레임에 총 길이는 14분이다.
최초의 과학 영화이며, 당대의 혁신적인 특수 효과로 유명하다. 달의 눈에 로켓이 착륙하는 장면은 알려진 스톱 모션 기법으로 만들어진 영상 가운데 최초인 것이다.
빌리지 보이스(The Village Voice)가 선정한 20세기 100대 영화 가운데 하나로 선정되었으며 순위는 84위를 기록했다.

## 줄거리

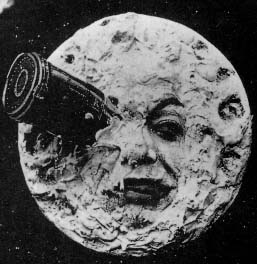
유명한 장면.

남북전쟁이 끝난 후 남아도는 대포를 처리하는 방법을 연구하다가 큰 대포를 만들어 안에다가 사람을 태운 우주선을 집어 넣고 달로 쏘아 올리기로 결정한다. 사람들에게 환송을 받으며 천문학자를 태운 로켓이 대포로 발사되고 곧 로켓은 달에 착륙한다. 천문학자는 달에 도착하자마자 잠을 자고, 일어나고 나서 동굴로 가자 거대한 버섯을 발견한다. 한 천문학자가 우산을 펼치자 곧바로 버섯으로 변해 버린다. 이때 외계인이 나타나지만 천문학자는 이를 쉽게 죽인다. 곧 더 많은 외계인이 나타나서 천문학자들은 둘러싸이게 되고, 외계인은 그들을 잡아 우두머리에게 데리고 간다. 천문학자들이 우두머리를 죽이고 도망친다. 다섯 명이 비행선 안으로 들어가고 나머지 한 명은 절벽에 걸친 비행선에 달린 로프에 매달려 비행선을 우주로 떨어뜨린다. 우주선은 지구로 떨어져 바다에 빠진다. 천문학자들은 구조되어 큰 환대를 받는다.

## 뒷이야기
- 멜리에스는 영화를 미국에서 개봉해 수익을 보려 했으나, 토머스 에디슨의 기술자들이 몰래 영화를 복제해 팔아 결국 에디슨만 돈을 벌었다. 우주선이 달에 부딪히는 장면은 영화 역사상 최초의 스톱모션 기법의 애니메이션이다.

## 영화 감상
|  |  |

## 같이 보기
- 영화의 역사